# Acacia midgleyi
Acacia midgleyi är en ärtväxtart som beskrevs av M.W.Mcdonald och Bruce R. Maslin. Acacia midgleyi ingår i släktet akacior, och familjen ärtväxter. Inga underarter finns listade i Catalogue of Life.